# På stranden
På stranden (originaltitel: On the Beach) är en roman från 1958 skriven av Nevil Shute. Den översattes av Sten Söderberg och gavs ut på svenska 1963.
Romanen blev film 1959 med Gregory Peck, Ava Gardner och Fred Astaire i huvudrollerna. En film för TV-sändning blev färdig 2000.

## Handling
Romanen utspelar sig efter ett kortvarigt kärnvapenkrig som utplånat allt mänskligt liv på norra halvklotet. Man uppskattar att det dröjer ett halvår innan de radioaktiva substanserna når ner till Melbourne i Australien, där huvuddelen av boken utspelar sig. Filmen beskriver människors olika sätt att hantera den situation som består i att de själva och alla andra människor kommer att vara döda inom kort. Någon börjar supa, någon börjar köra snabba bilar, någon lever som förr o.s.v.
I en sidohistoria beskrivs hur man ger sig ut för att finna någon i det redan drabbade området som sänder telegrafiska morsesignaler. Dessa kan för det mesta inte tolkas men någon gång kommer ett korrekt ord. En kommentar i filmen om detta är att slumpen kan göra att en apa skriver ett verk av Shakespeare om den får leka med en skrivmaskin tillräckligt länge.

## Libris
- Shute, Nevil (1958). On the beach (original). Charnwood library series. Charnwood. ISBN 1-84232-276-1
- Shute, Nevil (1983). På stranden (svensk översättning). AWE/Geber. ISBN 91-20-06586-8